# Waterloo (Illinois)
Waterloo é uma cidade localizada no estado americano de Illinois, no Condado de Monroe.

## Demografia
Segundo o censo americano de 2000, a sua população era de 7614 habitantes.
Em 2006, foi estimada uma população de 9435, um aumento de 1821 (23.9%).

## Geografia
De acordo com o United States Census Bureau tem uma área de
14,5 km², dos quais 14,4 km² cobertos por terra e 0,1 km² cobertos por água. Waterloo localiza-se a aproximadamente 198 m acima do nível do mar.

## Localidades na vizinhança
O diagrama seguinte representa as localidades num raio de 16 km ao redor de Waterloo.